# Lopezia stricta
Lopezia stricta är en dunörtsväxtart som beskrevs av Joseph Nelson Rose. Lopezia stricta ingår i släktet enmansblommor, och familjen dunörtsväxter. Inga underarter finns listade i Catalogue of Life.